# Provincia de Sultán Kudarat
Sultán Kudarat es una provincia en la región de Soccsksargen en Filipinas. Su capital es Isulan.

## Economía
La economía es predominantemente agrícola. Con un vasto potencial agrícola, los productos que se cultivan son los que generalmente se producen en el resto del país, incluyendo arroz, maíz, café, y verduras.
Es autosuficiente en producción avícola. Hay más de 200 industrias arroceras en la provincia.
La industria pesquera experimenta un rápido crecimiento. Las capturas de atún a lo largo de la costa del Mar de Célebes son de alta calidad y son exportadas a Japón y a Europa.
Destaca también la artesanía en ratán y madera.

## División administrativa
Políticamente la provincia de Sultán Kudarat, de primera categoría,  se divide en 1 ciudad, Tacurong, 11  municipios  y  249 barrios.
Consta de 2 distritos para las elecciones al Congreso.

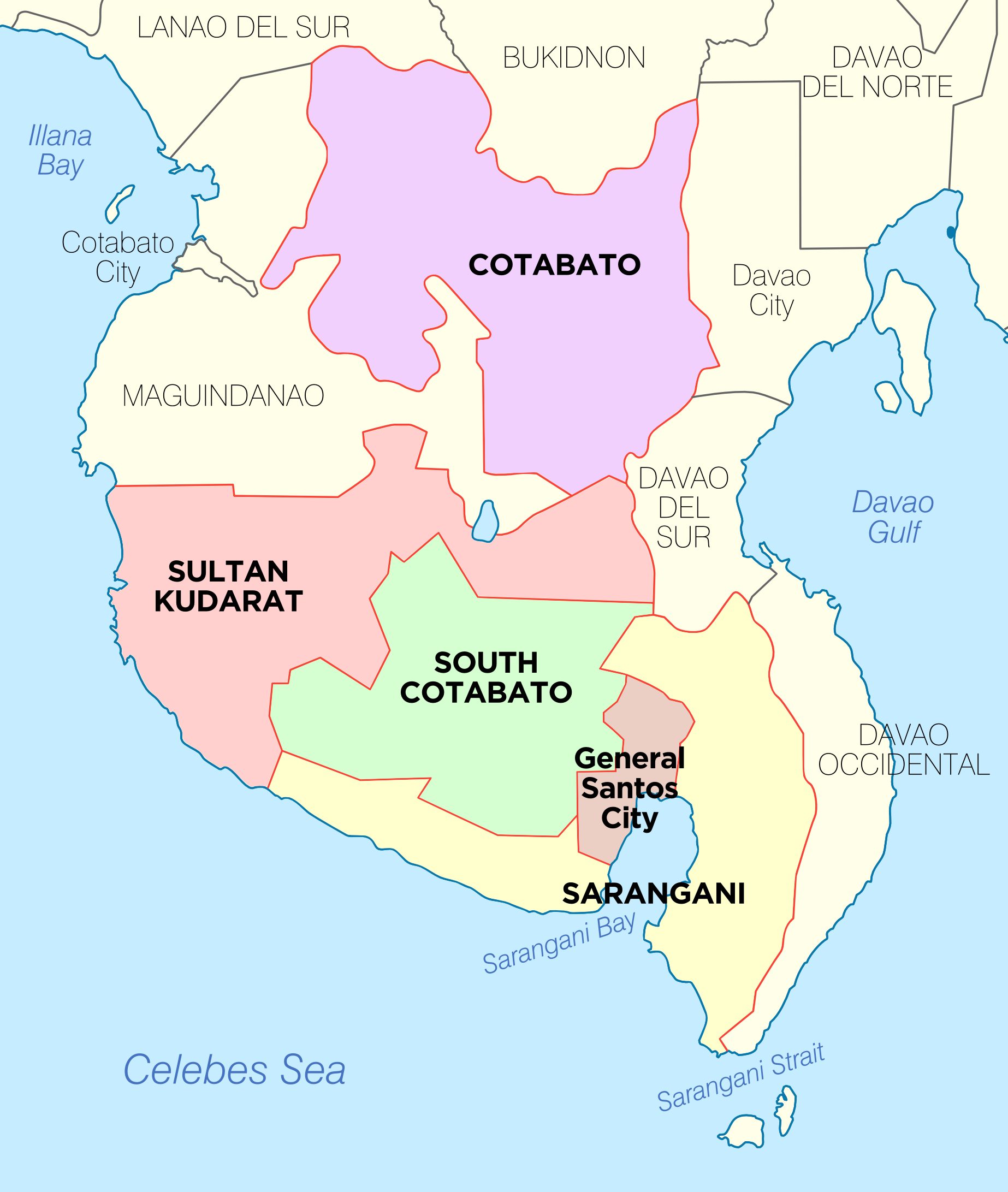
Región XII.

| Ciudad/Municipio                 | N.º de Barangays | Población (2010) | Área (km²) | Código    |
| -------------------------------- | ---------------- | ---------------- | ---------- | --------- |
| Bagumbayan                       | 19               | 63.700           | 672,06     | 126501000 |
| Columbio                         | 16               | 27.440           | 926,15     | 126502000 |
| Esperanza                        | 19               | 63.207           | 324,29     | 126503000 |
| Isulan                           | 17               | 86.602           | 541,25     | 126504000 |
| Calamasing (Kalamansig)          | 15               | 46.408           | 699,20     | 126505000 |
| Lebak                            | 27               | 83.280           | 470,86     | 126506000 |
| Lutayán                          | 11               | 56.179           | 271,00     | 126507000 |
| Mariano Marcos (Lambayong)       | 26               | 65.557           | 226,88     | 126508000 |
| Palimbang                        | 40               | 83.265           | 484,85     | 126509000 |
| Sambulaguán (Presidente Quirino) | 19               | 38.753           | 208,40     | 126510000 |
| Tacurong                         | 20               | 89.188           | 153,40     | 126511000 |
| Kulamán (Senador Ninoy Aquino)   | 20               | 46.980           | 320,00     | 126512000 |

## Demografía
La provincia que antes tenía una mayoría musulmana, pero los migrantes cristianos ahora superan en número a los musulmanes y los montañeses.
El catolicismo y el Islam son las religiones principales. El idioma principal es el ilongo. El cebuano, el maguindanao y el ilocano también se hablan en algunas localidades.

## Representantes políticos

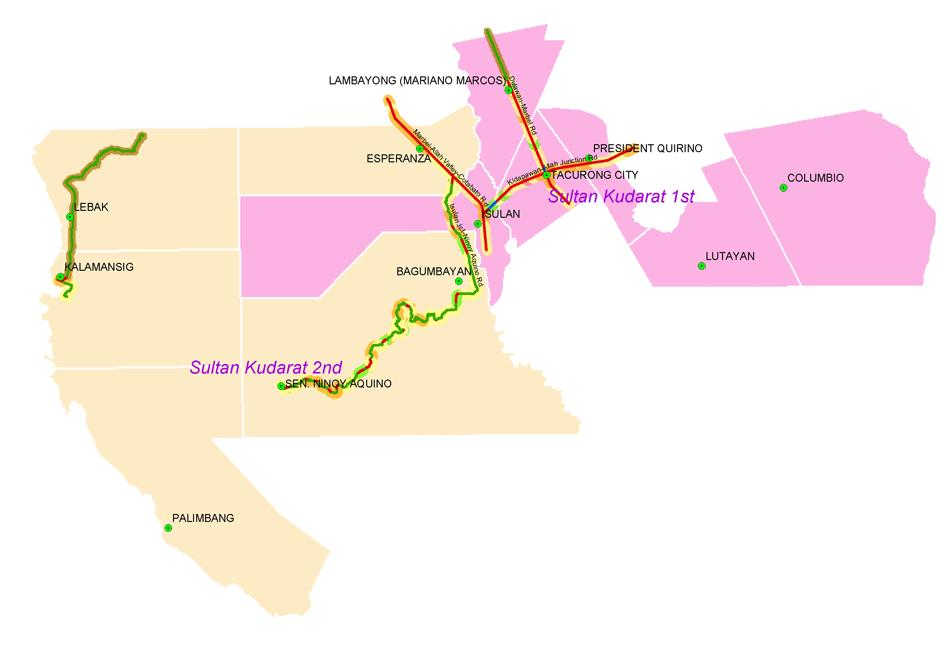
Los dos Distritos Electorales de la provincia.

Los representantes políticos para 2007 son:
- Gobernador. .Suharto T. Mangudadatu
- Vice Gob. Donato A. Ligo
  - Representante del Primer Distrito w/ Tacurong City Datu Pax S. Mangudadatu (KAMPI-Lakas)
  - Representante del 2º Distrito: Arnulfo F. Go (KAMPI-PTM)

## Historia
El nombre de la provincia de Cotabato  tiene su origen en esta frase en  idioma maguindanao kuta wato que significa "fuerte de roca", refiriendo a la fortaleza de roca del sultan Muhammad Dipatuan Kudarat en la ciudad de Cotabato. El Islam se introdujo a esta parte del país por Mohammed Kabungsuwan en el siglo XV.

### Influencia española
Este territorio fue parte nominal del Imperio español en Asia y Oceanía (1520-1898).
Hacia 1696 el capitán Rodríguez de Figueroa obtiene del gobierno español el derecho exclusivo de colonizar Mindanao.
El 1 de febrero de este año parte de Iloilo alcanzando la desembocadura del Río Grande de Mindanao, en lo que hoy se conoce como la ciudad de Cotabato.

Con el propósito de frenar las correrías de los piratas moros los "conquistadores" españoles partiendo de la base de Cotabato y navegando por el Río Grande y llegaron hasta Pikit. Hoy en día se conservanrsetos de esta fortaleza de Pikit.

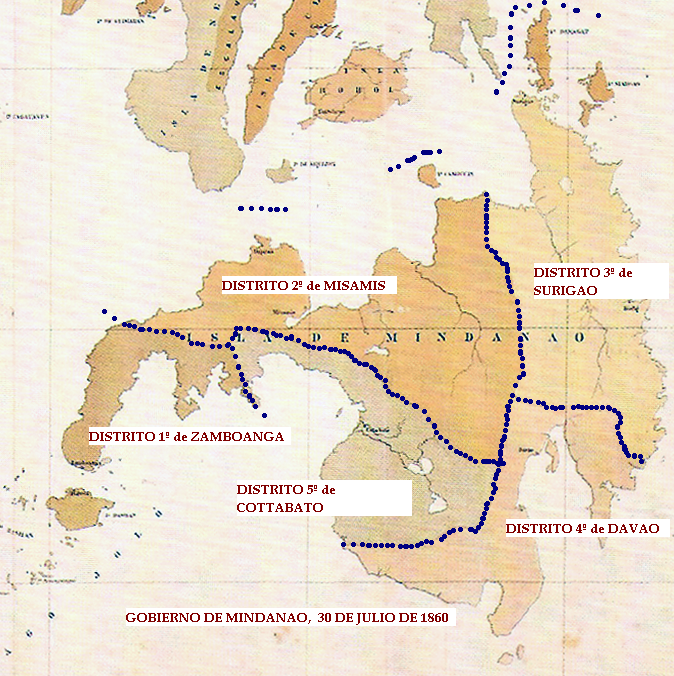
Gobierno de Mindanao: Los 5 Distritos creados por Real Decreto de 30 de julio de 1860.

El Distrito  5º de Cottabato, cuya capital era el pueblo de  Cotabato  comprendía la comandancia de Polloc.

### Ocupación estadounidense
Durante la Ocupación estadounidense de Filipinas fue creada la provincia del Moro (1903-1914) que ocupaba los actuales territorios de Zamboanga, Lanao, Cotabato, Dávao y Joló.
En la Guerra Filipino-Americana los moros del Datu Ali Alamada resisten en Midsayap teniendo que acudir el general Leonard Wood  para dirigir personalmente el asalto. Tras la caída de la fortaleza se desarrolla una guerra de guerrillas.
El 17 de junio de  1913, a instancias de Sergio Osmeña,  llegan a Pikit pobladores cristianos  en su mayoría procedentes de la provincia de Cebú.
Los gastos del "colono", incluyendo su traslado a la "tierra prometida",  eran sufragados por el gobierno de la Mancomunidad Filipina bajo la supervisión del superintendente Máximo Abad.
Se repatieron seis lotes y los colonos fueron ampliando su asentamiento hasta Midsayap al oeste  y Kidapawan al este.
Otros asentamientos se organizaron más tarde en lo que hoy es General Santos, Marbel, Kiamba, Tupi, Bañga y lugares vecinos.
La mayoría de los colonos vinieron de Luzón a cargo de la Administración Nacional de Colonización (NLSA) y la Corporación de Solución de Tierras (LASEDECO).
Después de 1914, y hasta 1920, la provincia fue reemplazado por el Departamento de Mindanao y Joló (Department of Mindanao and Sulu), organismo colonial americano que abarcó toda la isla de Mindanao, excepto Lanao.
Su política tenía como objetivo convencer a los musulmanes de la sinceridad del gobierno estadounidense en el país para así establecer la paz y el orden mediante la implantación del autogobierno.
Antes del estallido de la Segunda Guerra Mundial la provincia de Cotabato tenían sólo tres municipios: Cotabato, Dulawan (más tarde llamado Datu Piang, en honor a Amai Mingka, el padre del gobernador y el congresista Gumbay Ugalingan Piang Piang) y Midsayap. Los municipios de Dulawan y Midsayap fueron creados al mismo tiempo, el 25 de noviembre de 1936.
Su primer gobernador civil data del año 1941.

### Ocupación nipona
Durante la Segunda República Filipina que forma parte de la Esfera de Coprosperidad de la Gran Asia Oriental esta provincia sufre atrocidades y destrucción por parte de las Fuerzas Imperiales Japonesas.

### Independencia

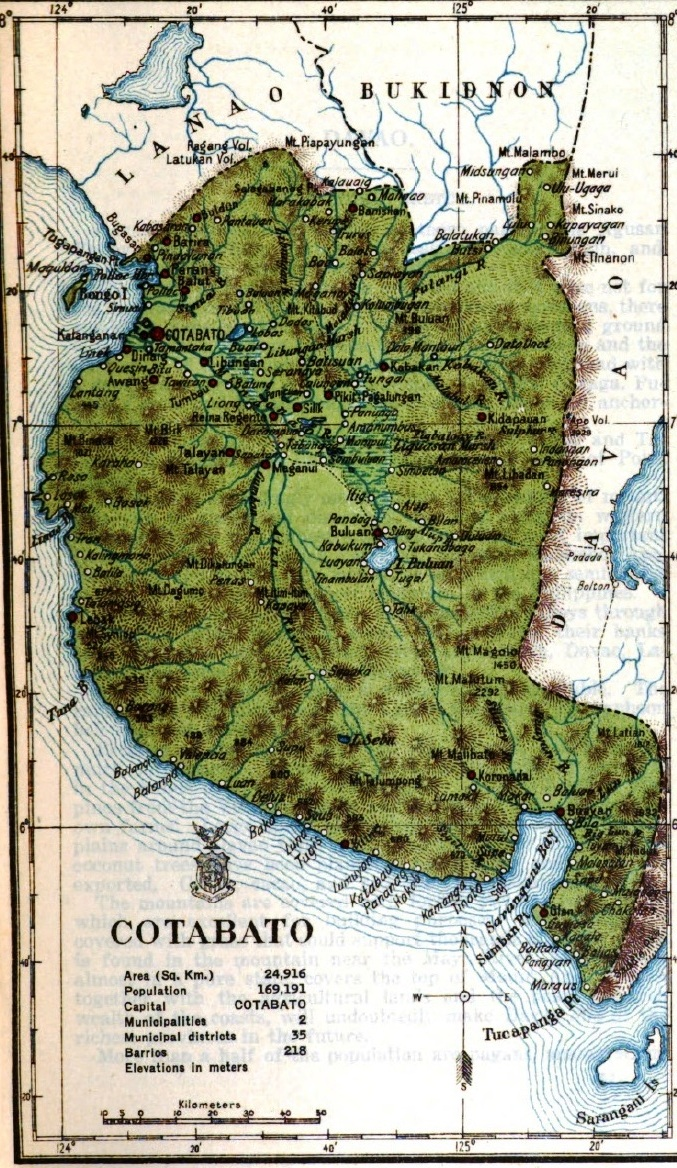
La provincia de Cotabato antes de su partición.

Siendo Cotabato una de las provincias de mayor extensión superficial de todo el archipiélago, 24.916 km² incluyendo la isla de Bongo, contaba solamente con el municipio que la daba nombre, creado el 1 de septiembre de 1914 y convertido en ciudad en 1959.
El 22 de noviembre de 1972:
- Los barrios de Bagumbayan, Bannawag, Bayawa, Estrella, Kalanawe I, Kalanawe II, Katiko, Malingon, Mangelen, Mangilala, Pidtubo, Sambolawan, Sinaculay, Suben, Tinangan, Tual y Towato, hasta entonces pertenecientes al municipio de Buluan, en la provincia de Maguindanao, quedan segregados para formar un nuevo municipio denominado  Presidente Quirino, que pasa a formar parte de esta provincia de Sultán Kudarat. Como sede del ayuntamiento se señala el barrio de Sambulaguán.
- Los barrios de Caridad, Didtaras, Gansing, Kabukalan, Kapingkong, Katitisan, Lagao, Lilit, Madanding, Maligaya, Mamali, Matiompong, Midtapok, New Cebu, Pidtiguian, Pinguiaman, Pimbalayan, Población, Ponol, Sadsalan, Senaban, Sigayan, Tinomiguez, Torre, Tambak, Tumiao, Udtong y de Palumbi, hasta entonces pertenecientes al municipio de Sultán sa Barongis, en la provincia de Maguindanao, quedan segregados para formar un nuevo municipio denominado  Mariano Marcos, que pasa a formar parte de esta provincia de Sultán Kudarat. Como sede del ayuntamiento se señala el barrio de Población.
- Los barrios de Ala, Banaba, Daladap, Ducay, Esperanza, Guimalia, Ilian, Kamasi, Kangkong, Kauran, Kayakaya, Maranding, Mao, Margues, Matagobong, New Panay, Numo, Pamadtingan, Sugasa, Salabaca, Saniag, Sugadol, Talisawa, Tomicor, Tubak, Tukanalogong y Villamor, hasta entonces pertenecientes al municipio de Ampatuan, en la provincia de Maguindanao, quedan segregados para formar un nuevo municipio denominado  Esperanza., que pasa a formar parte de esta provincia de Sultán Kudarat. Como sede del ayuntamiento se señala el barrio de Esperanza.

El 22 de noviembre de 1973 fue creada la provincia de  Cotabato del Sur y el resto del Cotabato se dividen en tres provincias de distrito, a saber: Cotabato del Norte, Maguindanao y Sultan Kudarat.
El propósito de dividir una de las más grandes y ricas provincias de las Filipinas no fue otro que el de promover la estabilidad y acelerar el desarrollo en una zona donde están en conflicto muchos intereses políticos, sociales y económicos. Para ello es necesario administrar desde unidades más pequeñas que por su tamaño pueden ser mejor administradas.

"...Considerando que,  la provincia de Cotabato es una de las más grandes y ricas  de las Filipinas;..."

"...Sección 1. La provincia de Cotabato  se dividen en tres provincias para ser conocidos como Cotabato del Norte, Maguindanao y Sultan Kudarat..."

"...Sección 3.La provincia de Sultan Kudarat será la que se parte de la actual provincia de Cotabato que está compuesta por los municipios de Tacurong, Isulan, Lutayan, Bagumbayan, Kalamansing, Lebak, Columbio, Palimbang y los de nueva creación  del Presidente Quirino, Mariano Marcos y Esperanza ...."
PRESIDENTIAL DECREE No. 341

La capital designada entonces fue Isulan.
El nombre dado a esta nueva provincia se derivó del  gobernante musulmán Muhammad Sultan Kudaratun, considerado uno de los héroes nacionales del país,  quien estuvo al frente del Sultanato de Maguindanao desde enero de 1625 hasta el año de 1671.
El 17 de febrero de 1989 los barrios de Buenaflores, Bugso, Kiadsam, Kadi, Kulamán, Malegdeg y Sewod, hasta entonces pertenecientes al municipio de  Kalamansig, junto con el barrio de Langgal, del municipio de Bagumbayan,, pasan a formar el nuevo municipio denominado Senador Ninoy Aquino cuyo ayuntamiento se constituye en el barrio de Kulamán.